# اجانسی هند رزرور شماره ۱
اجانسی هند رزرور شماره ۱ (به انگلیسی: Agency Indian Reserve No. 1) یک منطقهٔ مسکونی در کانادا است که در انتاریو واقع شده‌است.

## خصوصیات
اجانسی هند رزرور شماره ۱ ۰ نفر جمعیت دارد.